# Abbey McBride
Abbey DiGregorio, mais conhecida como Abbey McBride (EUA, 13 de junho de 1980), é uma atriz e dubladora estadunidense que é mais conhecida por interpretar a voz de Ling-Ling na série animada Drawn Together. Ela é membro do grupo de comédia The Mechanicals. Ela também apareceu em um filme de Richard Kelly chamado Southland Tales e no Drawn Together. No episódio "Foxxy and the Gang Bang", Abbey não só fornece a voz de Ling-Ling, mas também fez uma participação especial interpretando uma mulher branca a ser roubada pela paródia de Bill Cosby. Abbey forneceu a voz de um pinguim em filme de Bob Sage chamado Farce of the Penguins.
Em 2008, ela se casou com o escritor de Drawn Together, Craig DiGregorio.[carece de fontes?]
Em 2005, participou da série House MD no episódio "Cursed".